# محمدجواد صافیان
محمدجواد صافیان اصفهانی (متولد ۱۳۴۲ در اصفهان) دانشیار گروه فلسفه دانشگاه اصفهان است. همچنین وی یکی از اعضای هیئت مؤسس انجمن فلسفه میان‌فرهنگی ایران است. عمده آثار او در شرح فلسفه هایدگر است.

## آثار
- هیدگر و هنر، یوزف کوکلمانس، محمدجواد صافیان (مترجم)، ناشر: پرسش
- مابعدالطبیعه چیست؟، مارتین هیدگر، محمدجواد صافیان اصفهانی (مترجم)، ناشر: پرسش
- «یاد و خاطره نزد حافظ و هیدگر» ، انتشارات فرهنگ
- عالم مثال و خیال در حکمت ملاصدرا، زیر چاپ
- فلسفه هنر هایدگر، زیر چاپ